# Крістен Шаал
Крістен Шаал (англ. Kristen Schaal; [ʃɑːl];, нар. (24 січня 1978 , Лонгмонт )) — американська акторка, сценаристка та комедіантка. Найбільш відома своїми озвученими ролями Луїзи Белчер у «Бургерах Боба» та Мейбл Пайнс у «Таємниці Ґравіті Фолз». Також зіграла Мел у «Польоті Конкордів», Хурше Хартше у «Серці», «Ше Холлер» і Керол Пілбасян у серіалі «Остання людина на Землі». Озвучила кілька голосів для Коня БоДжека, особливо для персонажа Сари Лінн, за яку вона була номінована на премію «Еммі» за найкраще озвучування персонажа. Інші ролі включають Аманду Сіммонс у The Hotwives of Orlando, Хейзел Вассернейм у серіалі «30 потрясінь», Вікторію Бест у WordGirl, Тріксі у франшизі «Історія іграшок» та Енн у «Вілфред». Була періодичним учасником вечірнього ток-шоу The Daily Show з 2008 по 2016 рік. Озвучила Сейрну у відеогрі «Anthem» 2019 року.

## Життєпис та кар'єра
Шаал народилася 1978 року в Боулдері, штат Колорадо (США) в сім'ї будівельника та секретарки. Закінчила Північно-Західний університет . Після цього вона переїхала до Нью-Йорка, де в 2005 році була включена до списку десяти найкращих нових коміків за версією New York Magazine. Живучи в Нью-Йорку, Шаал знімалася в епізодах серіалів «Закон і порядок: Спеціальний корпус», «Закон і порядок: Злочинні наміри», «Переконання» та «Дурнушка».
Шаал здобула популярність після ролі в комедійному серіалі HBO «Летючі Конкорди», де вона знімалася у 2007—2009 роках. З того часу вона виступала у різних шоу на Comedy Central і працювала над озвучуванням анімаційних фільмів. У 2012—2013 роках мала другорядну роль у серіалі NBC « 30 потрясінь», а потім у « Вілфред» на FX . З 2012 по 2016 рік озвучувала Мейбл Пайнс у популярному мультсеріалі Таємниці Гравіті Фолз, який отримав високе визнання критиків . У 2015 році Шаал почала зніматися в комедійному серіалі Fox « Остання людина на Землі», за роль у якому отримала похвалу від критиків . Це призвело її до ролі другого плану у фільмі «Великий бос» з Меліссою Маккарті .

## Особисте життя
У 2012 році одружилася зі сценаристом та продюсером Річем Бломквістом. 11 лютого 2018 року Шаал оголосила в Instagram, що народила доньку Рубі.
У 2017 році під час благодійної трансляції, організованої Ітаном Кляйном, Шаал розповіла, що у неї була позаматкова вагітність і розрив фаллопієвої труби під час запису телесеріалу «Таємниці Ґравіті Фолз». Втративши щонайменше 2 літри крові, вона перенесла екстрену операцію після того, як її терміново доставили до лікарні.

## Вибрана фільмографія
| Рік       |   | Українська назва                         | Оригінальна назва                        | Роль                                                               |
| --------- | - | ---------------------------------------- | ---------------------------------------- | ------------------------------------------------------------------ |
| 2001      | ф | Кейт і Лео                               | Kate & Leopold                           | Міс Трі                                                            |
| 2001—2002 | с | Виховання Макса Біффорда                 | The Education of Max Bickford            | Валері Голмс                                                       |
| 2004      | ф | Хлопець з обкладинки                     | Poster Boy                               | Леді з книжкової крамниці №14                                      |
| 2004      | ф | Адам та Стів                             | Adam & Steve                             | Рут                                                                |
| 2004      | с | Закон та порядок: Спеціальний корпус     | Law & Order: Special Victims Unit        | Еббі                                                               |
| 2005      | с | Дешеві місця без Рона Паркера            | Cheap Seats without Ron Parker           | Емілі                                                              |
| 2006      | ф | Схиблений                                | Delirious                                | Джоель                                                             |
| 2006      | с | Переконання                              | Conviction                               | Аллі Рубінофф                                                      |
| 2006      | с | Дурнушка                                 | Ugly Betty                               | Ненсі                                                              |
| 2006      | с | Шестеро                                  | Six Degrees                              | Гейл                                                               |
| 2006      | с | Цирк виродків                            | Freak Show                               | Різні (голос)                                                      |
| 2007      | ф | Норбіт                                   | Norbit                                   | Організаторка заходів                                              |
| 2007      | с | Скотт Бейтмен представляє                | Scott Bateman Presents                   | Новий робот Землі (голос), Тріксі Тенгуей (голос)                  |
| 2007      | с | Закон і порядок: Злочинний намір         | Law & Order: Criminal Intent             | Алана Біндер                                                       |
| 2007      | с | Божевільні                               | Mad Man                                  | Нанет                                                              |
| 2007      | с | Як я зустрів вашу маму                   | How I Met Your Mother                    | Лора Джірард                                                       |
| 2007—2009 | с | Політ конкордів                          | Flight of the Conchords                  | Мел                                                                |
| 2008      | с | Aqua Teen Hunger Force                   | Aqua Teen Hunger Force                   | Теммі Танджерін (голос)                                            |
| 2008      | с | Найбіліші хлопці, яких ви тільки знаєте  | The Whitest Kids U' Know                 | Бездомна жінка                                                     |
| 2008      | с | Забий на панк-рок                        | Never Mind the Buzzcocks                 | У ролі самої себе                                                  |
| 2008      | с | The Daily Show                           | The Daily Show                           | Камео, коментаторка у 30-ти епізодах                               |
| 2009      | ф | Продавець                                | The Goods: Live Hard, Sell Hard          | Стюардес Стейсі                                                    |
| 2009      | ф | Історія одного вампіра                   | Cirque du Freak: The Vampire's Assistant | Герта Тис                                                          |
| 2009      | с | Ксав'єр: Ангел-зрадник                   | Xavier: Renegade Angel                   | Шалена глядачка; Дружина старого Райана (голос)                    |
| 2009      | с | Змій та бекон                            | Snake 'n' Bacon                          | Зелена фея                                                         |
| 2009      | с | Comedy Showcase                          | Comedy Showcase                          | Туристка                                                           |
| 2010      | с | Comedy Lab                               | Comedy Lab                               | Пенелопа                                                           |
| 2010      | с | Fact Checkers Unit                       | Fact Checkers Unit                       | Паула                                                              |
| 2010—2015 | с | WordGirl                                 | WordGirl                                 | Вікторія Бест (голос)                                              |
| 2010      | ф | Одного разу в Римі                       | When in Rome                             | Ілона                                                              |
| 2010      | ф | День святого Валентина                   | Valentine's Day                          | Міс Гілрой                                                         |
| 2010      | ф | Шрек назавжди                            | Shrek Forever After                      | Гарбуз (голос), палацова відьма (голос)                            |
| 2010      | ф | Зірковий ескорт                          | Get Him to the Greek                     | Асистентка з виробництва "Тудей-шоу"                               |
| 2010      | ф | Історія іграшок 3                        | Toy Story 3                              | Тріксі (голос)                                                     |
| 2010      | ф | Вечеря з недоумками                      | Dinner for Schmucks                      | Сьюзана                                                            |
| 2010      | ф | На відстані кохання                      | Going the Distance                       | Барвумен                                                           |
| 2011      | ф | Як по маслу                              | Butter                                   | Керол Енн                                                          |
| 2011      | ф | Історія іграшок: Гавайські канікули      | Toy Story Toons: Hawaiian Vacation       | Тріксі (голос)                                                     |
| 2011      | ф | Маппети                                  | The Muppets                              | Модератор                                                          |
| 2011      | с | Сімпсони                                 | The Simpsons                             | Тефі (голос)                                                       |
| 2011      | с | Пінгвіни з Мадагаскару                   | The Penguins of Madagascar               | Кролики Маффі, Блаффі та Флаффі (голос)                            |
| 2011      | с | Soul Quest Overdrive                     | Soul Quest Overdrive                     | Теммі (голос)                                                      |
| 2011      | с | The Heart, She Holler                    | The Heart, She Holler                    | Гірш Гартші (голос)                                                |
| 2011      | с | Американський татусь!                    | American Dad!                            | Бібліотекар (голос), дівчинка (голос)                              |
| 2011      | с | Закусочна Боба                           | Bob's Burgers                            | Луїз Белчер (голос)                                                |
| 2011      | с | Студія 30                                | 30 Rock                                  | Гейзел Воссернейм                                                  |
| 2012      | ф | Лунатики                                 | Sleepwalk with Me                        | Синтія                                                             |
| 2012—2014 | с | Час пригод                               | Adventure Time                           | Джейк-молодший (голос)                                             |
| 2012—2016 | с | Гравіті Фолз                             | Gravity Falls                            | Мейбл Пайнс (голос)                                                |
| 2013      | ф | Нікчемний Я 2                            | Despicable Me 2                          | Шаннон (голос)                                                     |
| 2013      | ф | Ласкаво просимо в джунглі                | Welcome to the Jungle                    | Бренда                                                             |
| 2014—2016 | с | Кінь БоДжек                              | BoJack Horseman                          | Сара Лін (голос)                                                   |
| 2015—2018 | с | Остання людина на землі                  | The Last Man on Earth                    | Керол Пілбежієн                                                    |
| 2016      | ф | Леді бос                                 | The Boss                                 | Сенді Хаїм                                                         |
| 2017      | ф | Капітан Підштанько: перший епічний фільм | Captain Underpants: The First Epic Movie | Едіт (голос)                                                       |
| 2019      | с | Чим ми зайняті в тіні                    | What We Do in the Shadows                | плаваюча жінка                                                     |
| 2019      | с | Історія іграшок 4                        | Toy Story 4                              | Тріксі (голос)                                                     |
| 2020      | ф | Мій шпигун                               | My Spy                                   | Боббі                                                              |
| 2020      | ф | Білл і Тед                               | Bill & Ted Face the Music                | Келлі                                                              |
| 2021—2022 | с | Таємне товариство містера Бенедикта)     | The Mysterious Benedict Society          | Номер 2                                                            |
| 2022      | с | Бургерна Боба в кіно                     | The Bob's Burgers Movie                  | Луїза Белчер (голос)                                               |
| 2022      | с | Наш прапор означає смерть                | Our Flag Means Death                     | Антуанетта, французька аристократка та партнерка / сестра Габріеля |